# Brama Główna Uniwersytetu Warszawskiego
Brama Główna Uniwersytetu Warszawskiego – zabytkowa brama znajdująca się przy ulicy Krakowskie Przedmieście 26/28, stanowiąca główne wejście na Kampus Główny Uniwersytetu Warszawskiego. Do tego adresu przypisanych jest także większość budynków na terenie kampusu.

## Historia
Początkowo w tym samym miejscu znajdowała się brama zaprojektowana przez Jana Zygmunta Deybla i Joachima Daniela Jaucha, którą około 1732 polecił zbudować August II Mocny. Była ona zwieńczona charakterystycznym wielkim blaszanym globem. Na swoich obrazach utrwalili ją m.in. Bernardo Bellotto i Zygmunt Vogel. Brama ta przetrwała do 12 czerwca 1819. W 1823 r. zbudowano skromniejszą bramę, ale nie na linii ulicy, lecz w głębi terenu uniwersyteckiego.
Obecną bramę w stylu neobarokowym zaprojektował około 1900 r. Stefan Szyller. Oddano ją do użytku w 1911 r. przekazując jednocześnie uniwersytetowi prowadzącą na kampus uliczkę zwaną „Uniwersytecką”. Do 1916 bramę wieńczyła ukoronowana litera „A”, będąca ówczesnym symbolem uniwersytetu odwołującym się do imienia jego założyciela – cara Aleksandra I. W okresie PRL na bramie umieszczono orła bez korony będącego ówczesnym godłem państwowym. Dziś, tak jak w latach 1916–1944, na bramie widnieje orzeł w koronie w otoczeniu pięciu gwiazd, będący oficjalnym godłem UW.
W niszach bramy znajdują się figury Uranii symbolizującej wiedzę oraz Ateny symbolizującej pokój. Zaprojektował je Zygmunt Langman na wzór antycznych oryginałów znajdujących się w Muzeach Watykańskich. Figury zostały poważnie uszkodzone w czasie powstania warszawskiego i usunięte zaraz po wojnie. Na swoje miejsce powróciły po rekonstrukcji w 1982.
W 1984 r. brama została wpisana do rejestru zabytków jako element zespołu Uniwersytetu Warszawskiego.

## Galeria

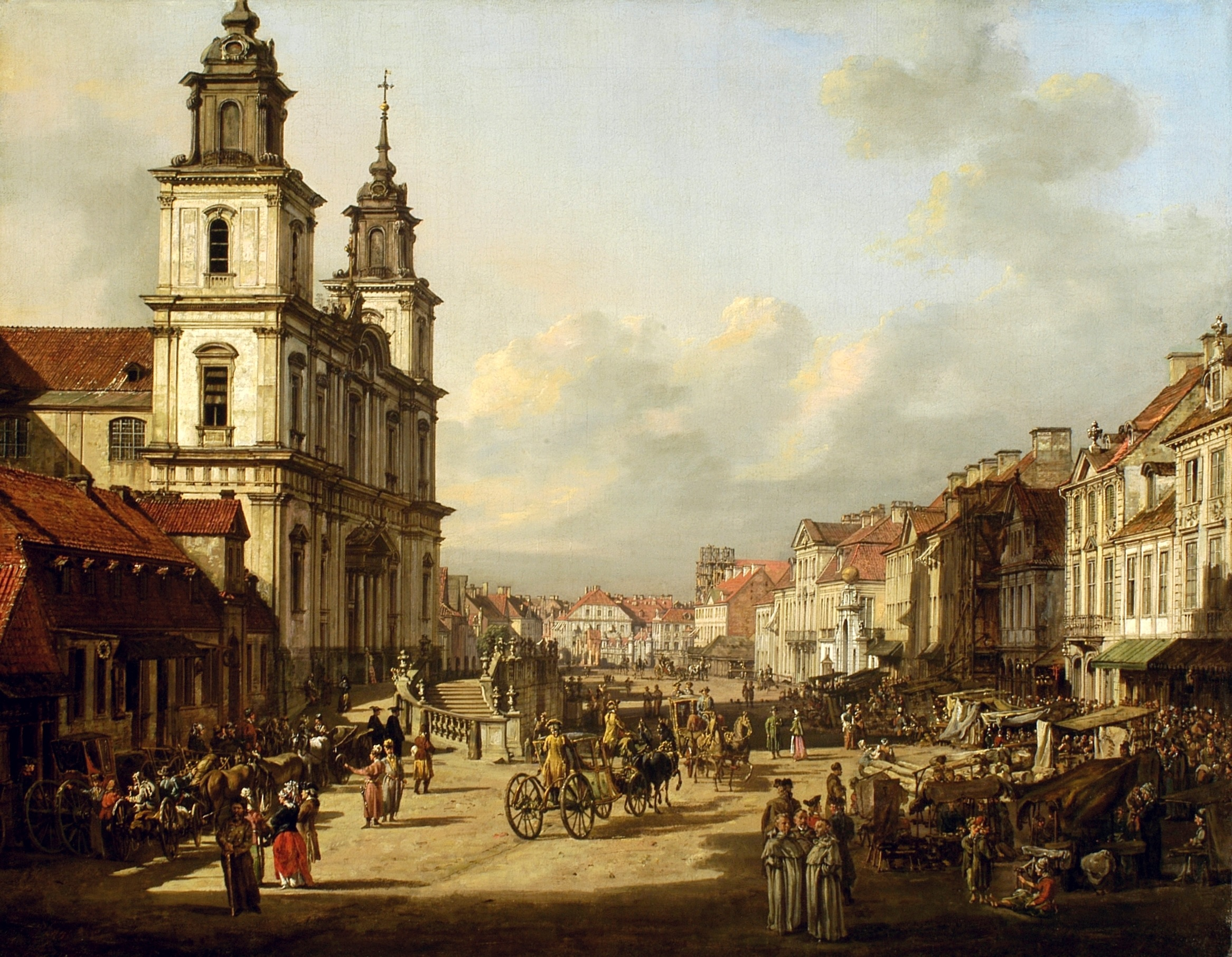
Obraz Canaletta na którym w tle widoczna jest dawna brama
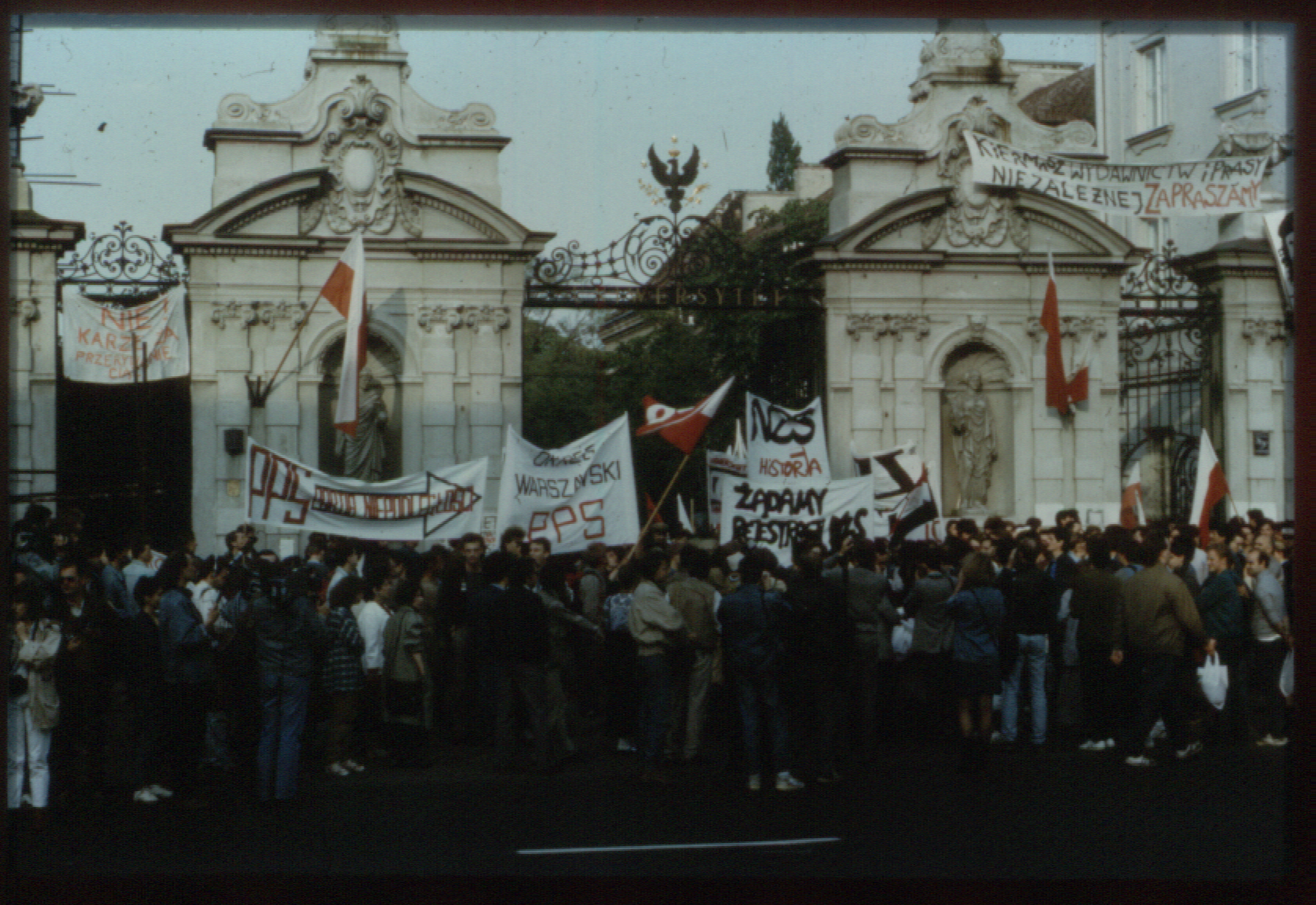
Brama w czasie strajków studenckich w maju 1988
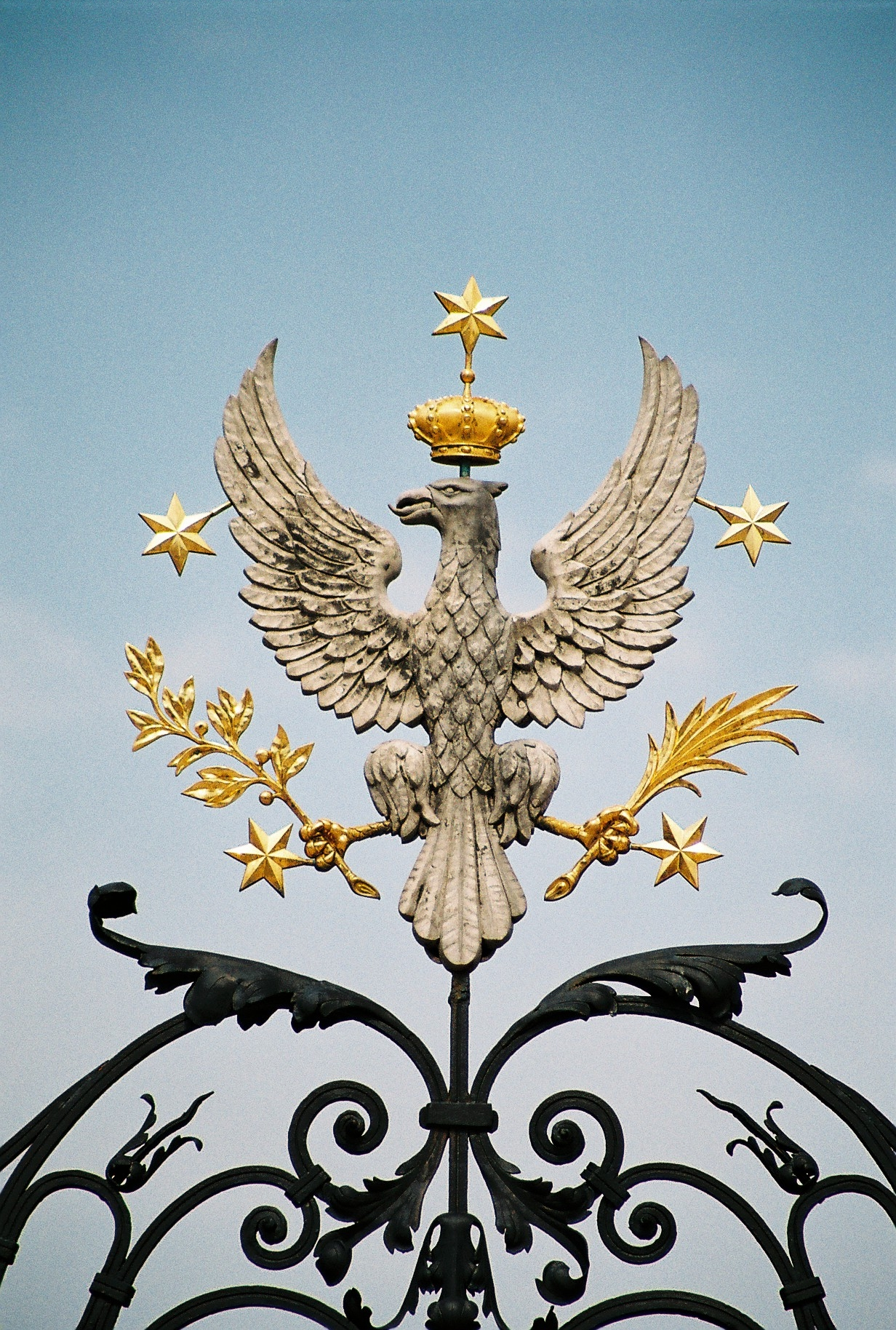
Zwieńczenie bramy
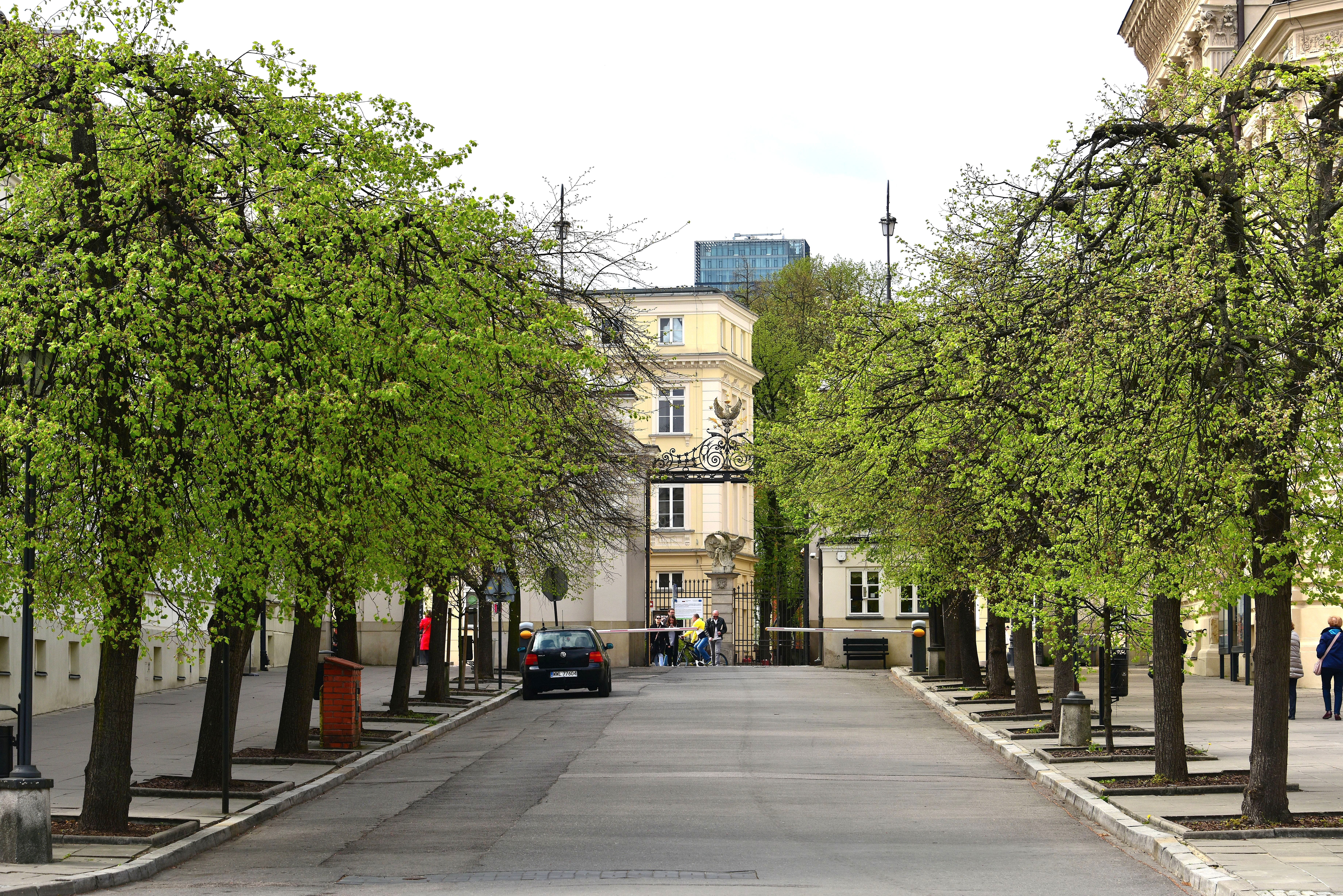
Brama od strony kampusu